# إنييمبا
نادى إنييمبا لكرة القدم (بالإنكليزية: Enyimba Football Club) نادr كرة قدم نيجيري تأسس عام 1976 و كان من الأندية المغمورة منذ تأسيسة وحتى نهاية القرن العشرين. حتى ظهر فجآه في دورى أبطال أفريقيا بعد أن أحرز لقب البطولة المحلية في نيجيريا أوائل القرن الحادي و العشرين. فلم يكن له أية مشاركات سابقة في بطولات الأندية الأفريقية. ولكنه فور ظهورة استطاع إحراز دورى الأبطال عامين متتاليين 2003 - 2004 وهو الإنجاز الذي فشل في تحقيقه أندية نيجيريا طوال مشاركاتها العديدة منذ بداية البطولات الإفريقية وأبرز تلك الأندية شوتينغ ستارز - إينوغو رينجرز - ايوانيانو (هارتلاند حاليا)